# Rajkowy

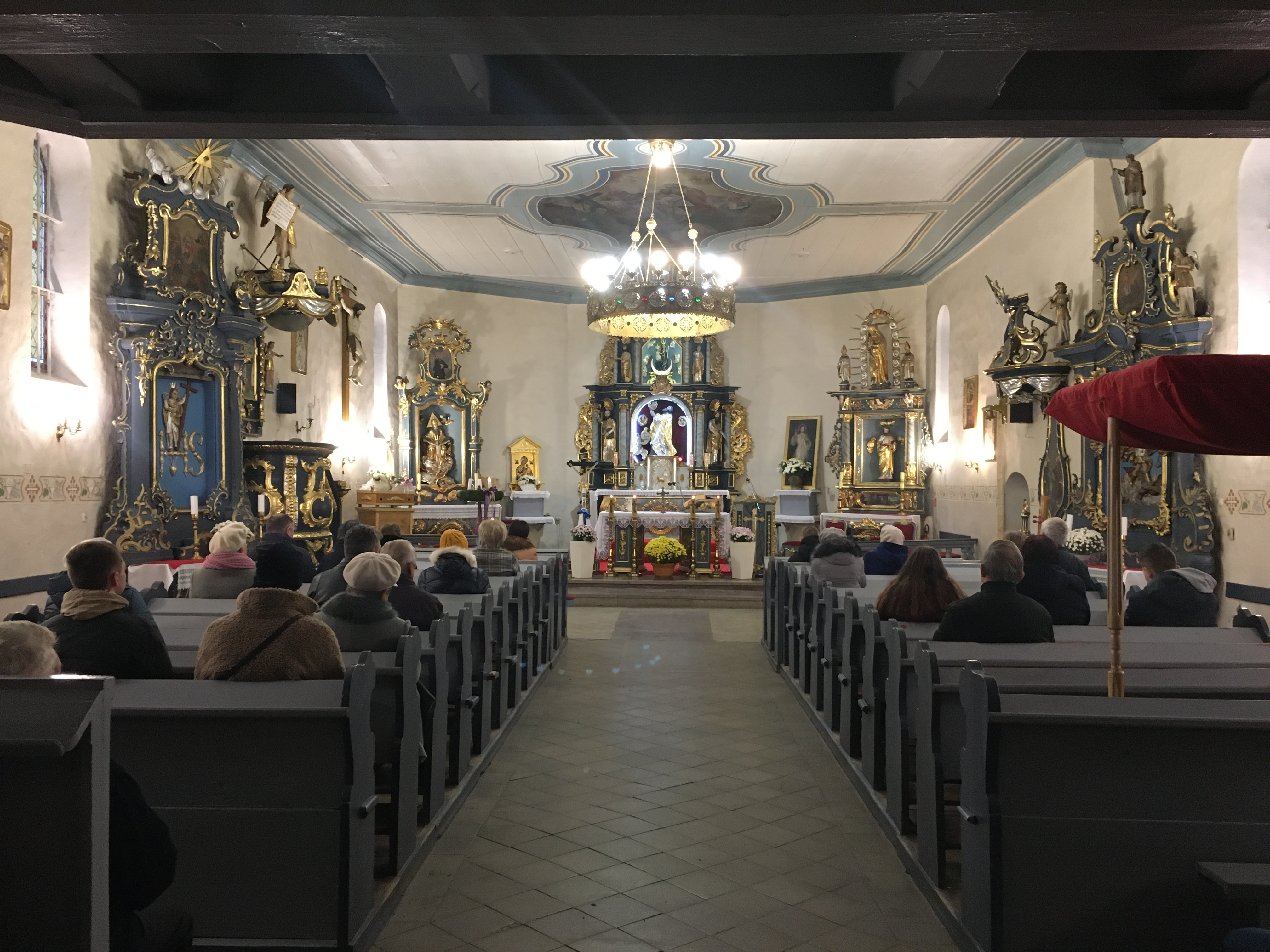
Wnętrze kościoła

Rajkowy – wieś kociewska w Polsce położona w województwie pomorskim, w powiecie tczewskim, w gminie Pelplin przy drodze wojewódzkiej nr 230. Wieś jest siedzibą sołectwa Rajkowy w którego skład wchodzą również miejscowości Hilarowo, Maniowo i Ornasowo.

## Historia
Jedna z najstarszych osad pomorskich (pierwsza wzmianka z 1224). Pierwotna parafia została założona w 1282 r. przez cystersów oliwskich.
Wieś królewska Raykowy w latach 1454-1772 należała do starostwa gniewskiego, co potwierdza między innymi lustracja dóbr królewskich z 1664 r.
Od 20 listopada do 18 grudnia 1906 r. w miejscowej szkole elementarnej odbył się strajk dzieci przeciwko nauczaniu religii w języku niemieckim. Z uczestników strajku znane są nazwiska następujących dzieci: A. Szymańska, M. Librucht, F. Dobrzyńska, B. Omianowska, M. Krajnik, M. Kajuth, F. Smugała, J. Doliński, F. Florian, J. Lubiński, M. Kreja, J. Scholla, J. Lipska. Strajk był elementem znacznie większej akcji biernego oporu wobec pruskich władz szkolnych, która na przełomie 1906 i 1907 r. objęła ponad 460 (!) szkół w prowincji Prusy Zachodnie, czyli przedrozbiorowe Pomorze Gdańskie, Powiśle, ziemię chełmińską i ziemię lubawską oraz część Krajny. Inspiracją dla strajków pomorskich były wcześniejsze działania dzieci w prowincji wielkopolskiej, ze słynnym strajkiem we Wrześni (1901) na czele.
W latach 1954-1959 wieś była siedzibą gromady Rajkowy, po jej zniesieniu w gromadzie Rożental. W latach 1975–1998 miejscowość administracyjnie należała do województwa gdańskiego.
W Rajkowach w 2012 r. planowano budowę wielkiej elektrowni węglowej, która miała zająć położony nad Wisłą teren o pow. ok. 90-200 ha i spalać rocznie 4,5 mln ton węgla. Koszt realizacji inwestycji miał wynieść 12 mld zł, a inwestorem miała być spółka Elektrownia Północ, należąca do grupy Kulczyk Investments SA. Budowa nie została jednak zapoczątkowana na skutek odwołań od decyzji o pozwoleniu na budowę oraz decyzji środowiskowych, składanych przez mieszkańców regionu i organizacje ekologiczne. Pozwolenie na budowę zostało uchylone w lutym 2013 przez Wojewódzki Sąd Administracyjny, a po ponownym jego wydaniu przez starostę tczewskiego, 30 grudnia 2015 uchylił je powtórnie wojewoda pomorski.

## Urodzeni w Rajkowach
- Kazimierz Piechowski (1919–2017), żołnierz, więzień i uciekinier niemieckiego obozu Auschwitz-Birkenau
- Franciszek Wysocki (1895–1939), major dyplomowany piechoty Wojska Polskiego, kawaler Orderu Virtuti Militari

## Zabytki
Według rejestru zabytków NID na listę zabytków wpisany jest zespół kościoła parafialnego, nr rej.: A-1800 z 10.01.2007:
- kościół pw. św. Bartłomieja Apostoła, 1705-21, 1782
- cmentarz przy kościele, k. XVIII, 1920
- kaplica grobowa rodziny Maniów, po 1920
- ogrodzenie z bramą, mur., k. XVIII
- plebania, 2 poł. XIX
- organistówka, ob. kaplica przedpogrzebowa, 2 poł. XIX w.

Gotycki kościół pw. św. Bartłomieja został zbudowany w XIV wieku, przebudowany w XVII wieku, w obecnej formie pochodzi z 1721 r. Na ścianie zakrystii na południowej elewacji świątyni znajduje się kwadratowa tarcza zegara słonecznego z czerwonego piaskowca z 1676 r. Wnętrze kościoła ma charakter barokowy. Z dawnego wyposażenia pocysterskiego zachowały się dwie gotyckie kamienne kropielnice w kruchtach (jedna granitowa z przełomu XIV i XV wieku), ołtarz barokowy z późnorenesansową figurą św. Bartłomieja i gotycką figurą Madonny z Dzieciątkiem (przeniesiony z Pelplina) oraz dzwon „Bartłomiej“ z XV w. Wnętrze zdobi polichromia ze sceną Wniebowzięcia i wizerunkiem Boga Ojca. 
Drewniane domy we wsi pochodzą z przełomu XIX i XX wieku. Nieopodal wsi znajduje się grodzisko wczesnośredniowieczne zwane „Zaklętą Górą”.

## Literatura
- Matthias Blazek: „Beispiel eines westpreußischen Dorfes: Raikau (Rajkowy)“. W: „Wie bist du wunderschön!“ Westpreußen – Das Land an der unteren Weichsel, S. 103 ff. ibidem: Stuttgart 2012 ISBN 978-3-8382-0357-7